# Лікарська рослинна сировина
Ліка́рська росли́нна си́ровина (ЛРС) — цілі лікарські рослини або їх частини, які використовують у висушеному (іноді у свіжому) вигляді для отримання лікарських речовин, лікарських засобів рослинного походження (фітопрепаратів) та лікарських форм і дозволені до використання.

## Види лікарської рослинної сировини
- Бру́ньки (лат. Gemmae); Бру́нька (лат. Gemma);
- Бу́льба (лат. Tuber) Бу́льби (лат. Tubers) — потовщена м'ясиста частина пагона чи кореня, в якій відкладаються запасні поживні речовини (крохмаль, іноді інші вуглеводи або олія). Розрізняють надземні (кольрабі) та підземні бульби (картопля);
- Бу́льбоцибулини (лат. Bulbotubera) — видозмінений підземний пагін, зовнішнім виглядом подібний до цибулини, а будовою до бульби. У бульбоцибулини лісткові луски сухі, а запасні поживні речовини відкладаються в м'ясистій стебловій частині — денці (шафран, косарики) ;
- Буто́ни (лат. Alabastrae);
- Ко́рінь (лат. Radice), Ко́рені (лат. Radices) — вегетативний орган вищих рослин, що виконує функції прикріплення до субстрату й поглинання з нього води і поживних речовин, синтезу органічних сполук та переміщення їх до інших органів, виділення деяких продуктів обміну, зв'язку рослини з організмами, що населяють ґрунт, нагромадження запасних та інших (зокрема, лікарських) речовин, вегетативного розмноження;
- Кореневи́ще (лат. Rhizomatae) — підземний багаторічний пагін у кущів, напівкущів і багаторічних трав'янистих рослин, що виконує функцію відкладання запасних поживних речовин, вегетативного відновлення і розмноження;

(Кореневище від кореня відрізняється анатомічною будовою, відсутністю кореневого чохлика, наявністю лускоподібних листків, бруньок і додаткових коренів).
- Кореневи́ща з корі́нням (лат. Rhizomata cum radicibus);
- Кореневи́ща та ко́рені (лат. Rhizomata et radices);
- Кві́ти (лат. Flores);
- Кора́ (лат. Cortex) — зовнішня частина стебла і кореня, відділена центральної частини твірною тканиною (камбієм). По корі від листків до коренів і плодів пересуваються пластичні речовини. Кора захищає рослину від шкідливих впливів зовнішнього середовища, в ній відкладаються різні поживні речовини;
- Ли́стя (лат. Folia) — один з головних вегетативних органів вищих рослин. Типовий листок складається з листкової пластинки (lamina), черешка (petiolus) та прилистків (stipulae);
- Насі́ння (лат. Semina);
- Па́гін (лат. Cormi), Па́гони (лат. Cormus) — один з основних органів вищих рослин, що складається з осьової стеблової частини, листків і бруньок. Має вузли (ділянка стебла, що несе листки) і меживузля. У багатьох рослин утворюються надземні і підземні видозміни пагона (колючки, вусики, кладодії, бульби, цибулини, кореневища);
- Плоди́ (лат. Fructus);
- Рильця (кукурудзяні приймочки; лат. Stigmata Maydis)
- Трава́ (лат. Herba), Тра́ви (лат. Herbae) — лікарська сировина у вигляді квітучих, облистнених пагонів;
- Цибули́ни (лат. Bulbi), Цибули́на (лат. Bulbus);
- Я́годи (лат. Baccae);
- Ш́ишка (лат. Strobilus);

## Збирання і первинна обробка лікарської рослинної сировини

### Збирання
Лікарські рослини збирають в такі періоди вегетації, коли в них накопичується максимальна кількість діючих речовин.
Надземні частини рослини слід збирати тільки в суху погоду, в середині дня, коли рослини обсохнуть від роси. Підземні частини можна викопувати і у вологу погоду — їх однаково доводиться перед сушінням мити. Деякі рослини збирають у визначені часи дня: наприклад, кмин та інші легко опадаючі плоди і насіння — рано-вранці («по росі»). Призначення первинної обробки полягає в усуненні недоліків збору, вилученні домішок, дефектних частин рослин і підготовці сировини до сушіння. Чистота збору — одна з основних вимог заготівлі.
Збирати треба старанно, уникаючи попадання в зібраний матеріал сторонніх домішок та інших частин тієї самої рослини. Наявність домішок знижує якість сировини, а іноді робить її зовсім непридатною, бо наступне сортування часто буває утрудненим і занадто дорогим. Не слід збирати дуже запилені або чим-небудь забруднені рослини, поблизу шосе та залізничних колій, а також пошкоджені комахами, іржею або грибковими захворюваннями.
Для одержання якісної сировини, підвищення продуктивності праці збирачі повинні мати необхідний інвентар та знати способи збирання.
Кожний вид сировини має свої календарні періоди і особливості збирання. Розглянемо загальні правила. Експериментально доведено, що в надземних частинах рослини вміст біологічно активних речовин досягає максимуму в період цвітіння і на початку плодоношення, в плодах — у період повного дозрівання, в коренях — після відмирання надземної частини рослини, в корі — в період весняного руху соку.
Бруньки збирають рано навесні, коли вони набубнявіли, але не лопнули. Збирають по-різному: соснові бруньки підрізають під «коронкою», березові звичайно збирають під час заготівлі віників, обдираючи гілки. Перед сушінням видаляють сторонні домішки і бруньки, що почали розпускатися.
Кору збирають навесні, у квітні-травні. в період руху соку, коли вона легко відокремлюється. Треба мати ніж з дуже гострим кінцем, за допомогою якого роблять кілька поперечних надрізів на відстані 20—25 см і 2—3 поздовжні, після чого кору відтягують у напрямку нижнього надрізу, не доводячи до нього і залишають на деякий час для підв'ялювання, після чого здирають.
Для медичних потреб кору збирають тільки з молодих гілок: кору старих гілок і стовбурів, вкриту товстим корковим шаром мертвої тканини, не заготовляють. Бажано кору і бруньки заготовляти із зрубаних, зрізаних або спиляних гілок на лісових вирубках, а не з дерев та чагарників, які ще ростуть.
Трави збирають перед початком або під час цвітіння. їх зрізають серпом або ножем на рівні нижніх листків. У деяких рослин (полин, череда, кропива собача, звіробій) зрізають або зламують вручну тільки квітучі верхівки завдовжки 10—15 см і бокові гілочки. Багаторічні трави не можна відривати разом з підземними частинами. Велику кількість трав можна скошувати, звільнивши спочатку від бур'янів. Для відновлення заростей залишають на 1 м² декілька добре розвинутих рослин, а також молоді екземпляри для доростання. Врожай культивованих рослин збирають сіножатками.
Листки збирають перед початком або під час цвітіння рослин, коли вони повністю сформувалися. У таких цінних видів як беладонна, наперстянка обривають вручну, щоб не пошкодити рослину, в інших випадках збирають траву, висушують її і вже потім знімають листки вручну або обмолочують (кропива, м'ята, мучниця). Якщо сировиною є розеточні листки (блекота), їх зрізають ножем, намагаючись не пошкодити корені. При заготівлі листків з дикорослих багаторічних рослин частину їх слід залишати, щоб рослина не загинула.
Квітки збирають залежно від періоду цвітіння, але частіше на початку його, запобігаючи розпаданню квітки або суцвіття. У більшості рослин квітки обривають вручну; інколи збирають цілі суцвіття, після сушіння протирають їх крізь сито, звільняють від квітконіжок (бузина), або відривають квіткові кошики з квітконосів вручну (пижмо). У деяких видів збирають частини квітки, наприклад у соняшника — крайові язичкові квітки. Кошики аптечної ромашки збирають, обчісуючи їх спеціальним совком.
Пуп'янки збирають до розпускання квітів (софора японська).
Під час заготівлі пуп'янок, квіток і суцвіть з рослин найкращі екземпляри треба залишати для запліднення і наступного відновлення рослин, а при заготівлі цих видів сировини з дерев та чагарників — не зрізувати, не спилювати і не обламувати гілок.
Плоди, насіння збирають дозрілими або повністю, або на 60—70 % (Селераселерові, льон, гірчиця). При заготівлі сухих плодів і насіння надземну частину рослини скошують, висушують і обмолочують (кмин, льон). Соковиті плоди (чорниця, малина) збирають вручну, без плодоніжок, рано-вранці або ввечері. Збирати плоди краще в корзини, зсередини обшиті мішковиною, бо плоди, зібрані в миску, швидко псуються. Ягоди обліпихи або шишкоягоди ялівцю збирають, обтрушуючи гілки.
Підземні органи можна збирати навесні, та краще восени, коли надземні частини починають в'янути, але впізнати потрібний вид ще можна. Перевага осіннього збирання в тому, що восени підземні органи більші, завдяки накопиченню в них за літній період крохмалю та інших цінних речовин. Крім того, при осінньому збиранні опале насіння дає можливість природного відновлення заростей.
Корені, кореневища, бульби викопують лопатами, кирками, вилами або граблями (кореневища аїру). Після цього всю ділянку необхідно старанно вирівняти.
З одиниці площі допускається збирати від загального біологічного запасу в середньому в таких межах:
- підземні частини рослин (коріння, кореневища, бульби, цибулини) — 15—20 %;
- трава, листя, квітки, суцвіття трав'янистих рослин, дерев і чагарників — 30—40 %.

Періодичність заготівель не повинна перевищувати при збиранні:
- підземних частин рослин — 5 років;
- трави — 2 роки;
- листя, квіток, суцвіть, плодів, насіння — 1 рік.

Зібрані листки, квітки, ягоди тощо рекомендується укладати в корзини якомога пухкіше; трави, кору, корені складають у мішки, але не щільно, щоб уникнути самозігрівання вологої маси. Сировину не можна залишати на ніч у принесеній тарі або купках — це призводить до руйнування діючих речовин. Якщо з якихось причин сушіння затримується, сировину слід розсипати тонким шаром на дошках, рогожах, у захищеному від дощу і роси приміщенні. В такому вигляді її можна зберігати не більше 10—12 год.

### Сушіння
Сушіння — метод консервування рослин шляхом оптимального зневоднення.
Свіжозібрана лікарська сировина містить вологи, як правило, 85—90 %, а висушена — 8—15.
Біохімічні процеси в зібраній сировині спочатку перебігають, як в живій рослині, тобто переважає синтез біологічно активних речовин. 3 часом, оскільки припиняєтеся доступ вологи і поживних речовин, починається розпад БАР, що призводить до зниження їх вмісту в сировині. Але в деяких випадках ці процеси збільшують вміст діючих речовин. Так, відмічено накопичення ефірних олій, серцевих глікозидів під час повільного сушіння (валеріани, наперстянки). Оптимальний режим сушіння має базуватися на експериментальних даних про його вплив на вміст тих чи інших груп біологічно активних речовин.
Загальні правила сушіння такі:
- сировину, яка містить ефірні олії, сушать при температурі 30—45 °С, розкладаючи шаром 10—15 см, щоб запобігти їхньому звітренню;
- сировину, яка містить глікозиди, сушать при температурі 50—60 °С — це дозволяє швидко інактивувати ферменти, які руйнують глікозиди;
- для сировини, яка містить алкалоїди, найкраща температура — до 50 °С;
- сировину, яка містить аскорбінову кислоту, сушать швидко при температурі 80—90 °С.

Виявлено, що в коренях барбарису, женьшеню, траві мачка жовтого, собачої кропиви, конвалії звичайної, плодах глоду вміст діючих речовин вищий, якщо їх сушать при температурі в межах 80—90 °С. Для кореневищ і коренів оману, які містять ефірну олію та сесквітерпенові лактони, оптимальна температура — 50 °С.
Під час експериментальних досліджень підраховано, скільки сировина втрачає у масі після висушування: бруньки — 65—70 %, квітки і пуп'янки — 70—80 %, листки — 55—90 %, трава — 65—90 %, корені і кореневища — 60—80 %, кора — 50—70 %, бульби — 50—70 %, плоди — 30—60 %, насіння — 20—40 %.
Способи сушіння лікарської рослинної сировини поділяють на групи:
- сушіння природним теплом, без штучного підігрівання (повітряно-тіньове, сонячне);
- сушіння зі штучним підігріванням (теплове);
- сушіння під вакуумом;
- сушіння у середовищі рідкого азоту.

Метод і умови сушіння вибирають, виходячи з морфолого-анатомічноїбудови сировини, її хімічного складу, ступеня стабільності діючих речовин, можливостей підприємства.
Повітряно-тіньове сушіння ведеться під наметами, на пристосованих горищах, найкраще під залізним дахом, у спеціально обладнаних приміщеннях. Головні вимоги — максимальне притягування теплоти сонячних променів і добра вентиляція. Місця для сушіння звичайно обладнують стелажами з полотном або металевою сіткою. Сировину розкладають на рамках тонким шаром, на верхніх полицях ту. яку треба швидко висушити (квітки конвалії, трава горицвіту тощо), а також ту, яка містить глікозиди. Ефіроолійну та іншу сировину, яка для сушіння потребує низької температури, розміщують на нижніх полицях, але з таким розрахунком, щоб її запах не поширювався на інші види.
Сонячне сушіння, тобто те, яке ведеться з використанням теплоти сонячних променів, є найпростішим, економічним і доступним методом.
При цьому руйнується хлорофіл, і листки набувають бурого забарвлення, змінюється забарвлення багатьох квіток. Хоч ці зміни не завжди супроводжуються розкладом діючих речовин, зовнішній вигляд сировини гіршає, тому листя, трави і квітки слід сушити тільки повітряно-тіньовим способом.
Сонячне сушіння використовують без шкоди для коріння, кореневищ і кори, однак треба пам'ятати, що для глікозидоносних і деяких алкалоідоносних видів сировини воно не придатне (у кореневищах скополії, жовтозілля, зменшується кількість алкалоїдів).
Цей метод використовують для досушування «зернових» видів сировини (її залишають на 1—2 доби у полі у вигляді снопиків), а також для підв'ялювання ягід та інших соковитих плодів, попередньо розклавши їх на брезенті.
Теплове штучне сушіння використовують для висушування різних морфологічних груп сировини. Воно забезпечує швидке зневоднення і може бути використане при будь-яких кліматичних умовах. Розрізняють конвективне і теплорадіаційне сушіння.
Конвективне сушіння здійснюється в сушарках періодичної або безперервної дії. Численні конструкції сушарок можуть бути поділені на сушарки стаціонарні й переносні.
Стаціонарні сушарки, якими часто оснащені спеціалізовані господарства і великі заготівельно-приймальні пункти, мають два відділи — сушильну камеру й ізольоване опалювальне приміщення. Сушильна камера обладнана стелажами і сушильними рамами, системою повітряних трубок та припливно-витяжною вентиляцією. В трубах циркулює гаряча вода, пара або паливні гази.
Переносні сушарки бувають різної конструкції. Для сушіння соковитих ягід (малини, чорниці) найпридатніші плодо- і овочесушарки.
Для теплового сушіння лікарської рослинної сировини в сільських умовах індивідуальні збирачі успішно використовують печі.
За характером завантажування і вивантажування матеріалу та умовою проведення самого процесу сушіння сушарки поділяють на два типи: періодичної та безперервної дії. До сушарок періодичної дії відносяться переважно камерні, парові, вогневі, сонячні та електросушарки. До сушарок безперервної дії — стрічкові.
Кожний вид лікарської сировини потребує певних умов сушіння, які науково обґрунтовані й описані у відповідних інструкціях, але існують загальні правила сушіння.
Бруньки рослин, які звичайно містять у своїх зовнішніх листочках смолисті речовини і ефірну олію, висушують швидко й при помірній температурі, розсипавши тонким шаром і часто помішуючи, щоб не запліснявіли. При повільному сушінні внутрішні листочки бруньок темніють, на місці зламу з'являється пліснява у вигляді білого нальоту, вони набувають неприродного запаху і стають непридатними для застосування.
Кора в порівнянні з іншими частинами рослин містить значно менше вологи. її звичайно висушують на вільному повітрі або в добре провітрюваному приміщенні. При висушуванні на повітрі, щоб зберегти від роси і дощу, а також на ніч її слід заносити до приміщення. Внаслідок окислення дубильних речовин кора майже завжди темнішає, набуває буро-брунатного кольору. Правильно висушена кора ламається з тріском, а не гнеться.
Листки сушать, розкладаючи у 2—3 шари. Великі листки, наприклад підбілу (мати-й-мачухи), слід розкладати поодинці. Якщо потрібно, від них відламують або відрізають черешок.
Квітки розкладають таким тонким шаром, щоб їх не доводилося перемішувати. При перемішуванні квітки згортають пелюстки, деякі з них темнішають, набувають поганого вигляду і неприродного кольору.
Трави при обмежених обсягах заготівлі частіш за все зв'язують пухко в маленькі пучечки і розвішують на мотузках у добре провітрюваних приміщеннях або на горищах під залізним дахом. Хоча такий спосіб зручний, та при найсприятливіших умовах листки всередині пучка часто темнішають. Трави найкраще сушити, розкладаючи тонким шаром на стелажах. Правильно висушені листки і трави легко перетираються на долоні, а головне — жилки листків і стебла трав ламаються.
Сухі плоди і насіння, наприклад аніс, кріп, льон, гірчиця містять невелику кількість вологи і значною мірою втрачають її ще до обмолочування, тому таку сировину слід тільки добре досушити в сушарках, провітрюваному приміщенні або на вільному повітрі, щоб під час зберігання в масі вони не запліснявіли.
Соковиті плоди, наприклад малину, суницю, чорницю, висушують у печах або сушарках настільки, щоб під час зберігання вони не злипались у грудки.
Корені, кореневища, бульби, цибулини спочатку очищають від землі, мертвих і таких, що не мають застосування, частин. Товсті корені і кореневища, якщо їх не прийнято розрізати на частини, висушують при невисокій температурі, щоб дати можливість висохнути внутрішнім частинам по можливості без змінення їх кольору і розкладання діючих речовин.

### Приведення сировини до стандартного стану
Робиться це для видалення сміття, усунення дефектів, викликаних неправильним збиранням і сушінням, тобто для приведення сировини до ліквідного стану, в якому вона за чистотою цілком відповідає вимогам стандартів.
Головні сортувальні операції:
- очищення сировини від непотрібних, помилково зібраних частин продуктивної рослини;
- видалення дефектних (гнилих, пліснявілих) та таких, що втратили природне забарвлення, частин рослин;
- просіювання для видалення надмірно подрібнених частин;
- очищення сировини від органічних та мінеральних домішок.

Часто всі ці операції виконують одночасно за допомогою механізованих грохотів з набором сит. Через сито, що похило рухається назад і вперед, відсіюються земля і подрібнені частини, працівники відбирають великі домішки і дефектні частини. На грохотах очищають листя, корені та іншу сировину.
До числа загальних сортувальних машин відносяться різні конструкції віялок-сортувалок. Вони придатні для очищення насіння і ягід. Використовують також сортувальні машини спеціального типу, так звані «гірки». Це відбирач, в якому стрічки можуть рухатися під різним кутом, завдяки чому домішки розділяються як за масою, так і за розміром. У такий спосіб плоди анісу очищають від домішок коріандру.

### Пакування
Пакування забезпечує збереження якості і кількості сировини в процесі зберігання і під час транспортування. Для кожного виду сировини є відповідна упаковка, визначена стандартом: мішки з тканини одинарні або подвійні, мішки паперові багатошарові, пакети паперові одинарні або подвійні, тюки довгастої ферми з тканини, кипи, обшиті тканиною, ящики фанерні, ящики з гофрованого картону та кипи, що не обшиті тканиною.
Тара має бути міцною, чистою, сухою, без сторонніх запахів і однаковою для кожної партії сировини. Вигляд тари і маса сировини, що упакована в ній, встановлюється АНД на конкретну сировину.
З перелічених видів тари частіше застосовується мішечна тара і кипи.
У мішечну тару пакується близько 70 % найменувань лікарської рослинної сировини (насіння, ягоди, дрібні й різані корені і кореневища). В подвійні мішки упаковують важку сировину або такі її види, які вимагають особливо твердої оболонки, аби захистити від проникання пилу та вологи. Місткість мішків використовують якомога ближче до встановленого стандартом номіналу — 50 кг.
Кипи отримують, стискаючи сировину на гідравлічних, електричних, гвинтових пресах. Всі кипи, за винятком солодцевого кореня неочищеного, завжди вкриті захисною тканинною оболонкою. Цей дуже зручний для транспортування вид упаковки використовують для пакування кори, коренів, кореневищ, трави, листя (крім дрібного) і навіть деяких квіток (липовий цвіт). Звичайна маса кипи 100 кг. Для міцності її обтягують смугами дроту.

### Маркування
Маркування транспортної тари проводиться за державним стандартом із зазначенням таких даних:
- найменування підприємства-відправника;
- найменування лікарської рослинної сировини;
- кількість сировини (маса нетто і брутто);
- час заготівлі;
- номер партії, позначення аналітично-нормативної документації на конкретну сировину.

У кожну упаковку повинен бути вкладений пакувальний лист із зазначенням: найменування підприємства-відправника. найменування сировини, номера партії, прізвища або номера пакувальника.

### Транспортування
Лікарську рослинну сировину транспортують у сухих, чистих, без сторонніх запахів, закритих транспортних засобах. Отруйну, сильнодіючу та ефірноолійну сировину перевозять окремо. Кожну партію супроводжують документом про якість сировини, який видається відправником.

### Зберігання
Умови зберігання мають бути такими, щоб сировина не втрачала ані зовнішнього вигляду, ані діючих речовин. Під час зберігання сировина зазнає впливу зовнішнього середовища: коливань температури та вологості повітря, дії сонячних променів. Пакувальні матеріали, звичайно, не в змозі захистити її від проникнення повітря. Особливо згубно діє волога, тому складські приміщення мають бути сухими, чистими, з доброю вентиляцією, не заражені шкідниками.
Зберігають сировину по групах: отруйна і сильнодіюча, ефірноолійна. плоди та ягоди — кожна в окремому приміщенні, на стелажах, нижній ярус — на відстані не менш як 15 см від підлоги, в штабелях висотою не більше 2,5 м для ягід, насіння, бруньок і 4 м для інших видів сировини. Штабель має бути розміщений від стін на відстані не менш як 25 см проміжки між штабелями не менші за 30 см. На кожному штабелі кріпиться етикетка розміром 20—10 см із зазначенням: найменування сировини, найменування підприємства-відправника. часу заготівлі, номера партії і дати надходження.
Сировина, що зберігається на складі, щорічно перекладається і в цей же час проводиться дезинфекція приміщення.
Строк зберігання кожного виду сировини встановлюється відповідним нормативним документом.